# Crkva sv. Đorđa u Varaždinu
Crkva sv. Đorđa nalazi se na Trgu bana Jelačića 19 u Varaždinu. U sastavu je Mitropolije zagrebačko-ljubljanske Srpske pravoslavne crkve.
Sagradio ju je 1884. godine graditelj Radoslav Atzinger nastojanjima varaždinskog velikog župana Ognjeslava Utješenovića Ostrožinskog i gradonačelnika Milan Vrapčevića (Vrabčevića). Vrijedan inventar izrađen početkom 19. stoljeća (ikonostas, klupe i ikone) prenesen je iz pravoslavne crkve u Zagrebu.

## Zaštita
Pod oznakom Z-2945 zavedeno je kao nepokretno kulturno dobro - pojedinačno, pravna statusa zaštićena kulturnog dobra, klasificirano kao "sakralna građevina".